# Alex Comfort

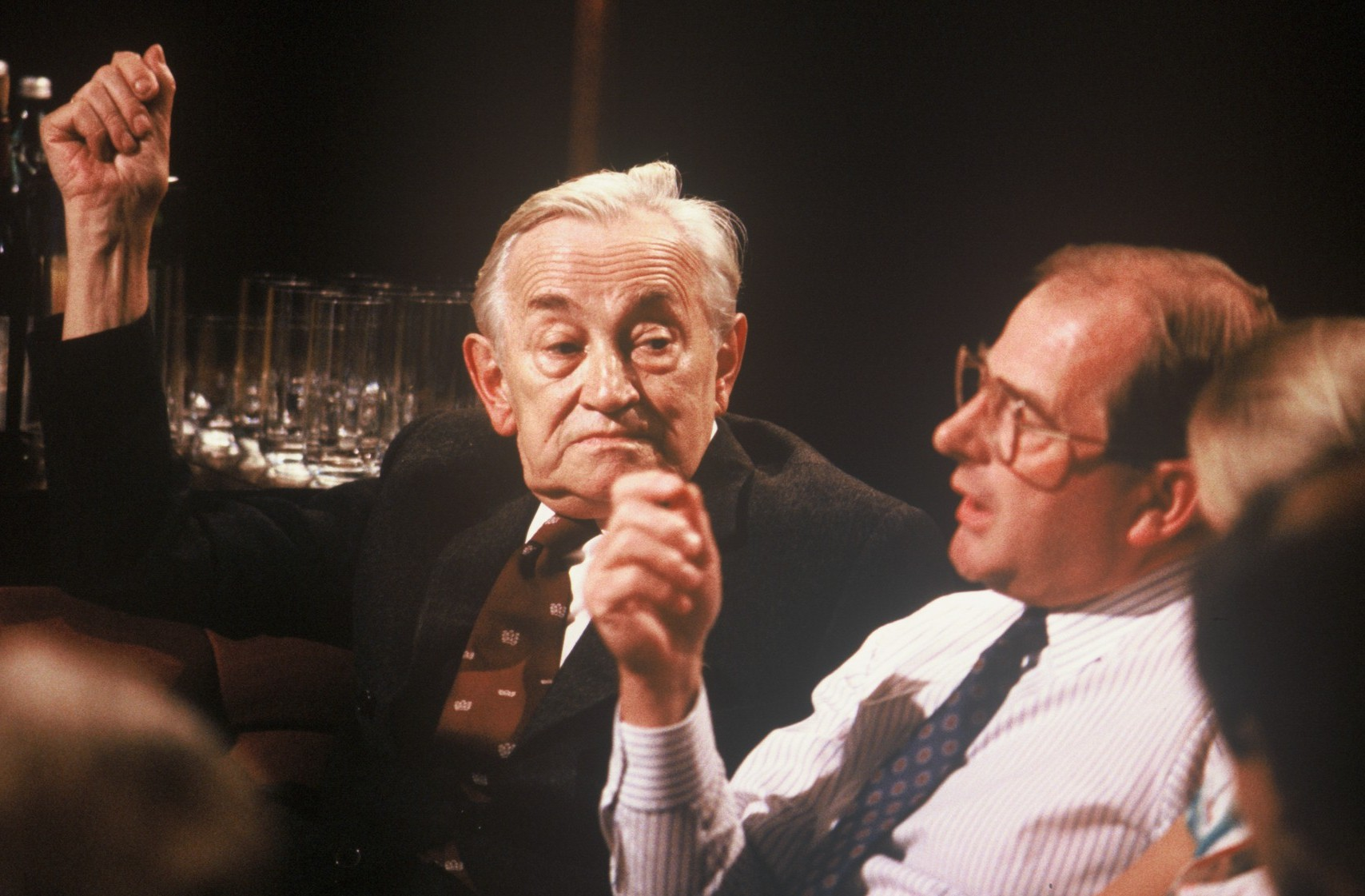
Alex Comfort

Alexander Comfort (ur. 10 lutego 1920 r., zm. 26 marca 2000 r.) – znawca i badacz problemów seksualnych, lekarz, poeta, felietonista, anarchista oraz pacyfista. Autor wielu książek o tematyce seksualnej. 

## Twórczość
- No such Liberty (1941) - Powieść
- Three new Poets (1942) - Alex Comfort, Roy McFadden, Ian Serraillier
- A Wreath for the Living (1942)
- Elegies (1944)
- The Power House (1944) - Powieść
- The Song of Lazarus (1945)
- Outlaw of the Lowest Planet by Kenneth Patchen (1946) - Preface by Alex Comfort
- Art And Social Responsibility (1946)
- The Signal to Engage (1946)
- Peace and Disobedience (1946) - Pamflet
- Barbarism And Sexual Freedom (1948) - Literatura faktu(non-fiction)
- On This Side Nothing (1949) - novel
- Authority And Delinquency In The Modern State (1950)
- Sexual Behaviour In Society (1950) - Literatura faktu(non-fiction)
- And All But He Departed (1951)
- A Giant's Strength (1952) - Powieść
- The Biology of Senescence (1956) - Literatura faktu(non-fiction)
- Come out to Play (1961) - Powieść
- Haste to the Wedding (1962)
- Darwin and the Naked Lady (1962) - articles
- Sex in Society (1963) - Literatura faktu(non-fiction)
- Koka Shastra (1964)
- The Joy of Sex: A Gourmet Guide to Lovemaking (1972) W Polsce wydana jako "Radość seksu"
- Come out to Play (1975)
- I And That: Notes On The Biology of Religion (1979)
- Poems for Jane (1979)
- Tetrach (1981)
- Reality And Empathy: Physics, Mind, And Science In The 21st Century (1984)
- Writings Against Power and Death (1994)